# صالح بكري
صالح بكري هو ممثل مسرحي من مواليد عام 1977. وهو ابن الفنان محمد بكري، ولد في يافا ويعيش في قرية البعنة في الجليل الأعلى، وهو شقيق الممثل زياد بكري الذي مثل في مكتب الأساطير (بيرو دو ليجاند).

## المسيرة الفنية
بدأ صالح مسيرته بالتمثيل المسرحي في عام 2007، وكان أوّل ظهور سينمائي له في فيلم "زيارة الفرقة الموسيقية" ثم "ملح هذا البحر" من إخراج آن ماري جاسر، والذي عُرض في مهرجان كان السينمائي عام 2008 ومثّل فلسطين كأفضل فيم دولي، لتنطلق بعد ذلك مسيرة بكري بالسينما، ومثّل بكري في فيلم "عيد ميلاد ليلى" للمخرج رشيد مشهراوي. وظهر بكري في فيلم "الزمن الباقي" للمخرج الفلسطيني إيليا سليمان، ليعود ويظهر مجدًدا بفيلم "لما شفتك" هو فيلم آخر للمخرجة آن ماري جاسر، والذي اختير لتمثيل فلسطين بأوسكار عن فئة أفضل فيلم باللغة الأجنبية، وحاز جائزة أفضل فيلم آسيوي في الدورة الـ63 لمهرجان برلين السينمائي الدولي، وفي عام 2017 ظهر بدور بطولة في فيلم "واجب" والفيلم حاز 36 جائزة دولية. وآخر أعماله السينمائية فيلم "هدية" (2021) الذي ترشح للأوسكار، وفاز بجائزة "بافتا" البريطانية عام 2021.
عالميا ظهر بكري بالعديد من افلام والمسرحيات منها، الفيلم الفرنسي "عين النساء"، ومثل بالفيلم الإيطالي القصيرعالميا ظهر بكري بالعديد من افلام والمسرحيات منها، الفيلم الفرنسي "عين النساء"، ومثّل في فيلم الإثارة والتشويق "salvo"، وفي عام 2015 عرضت مسرحية "ألعاب نارية" للمخرجة داليا طه في البلاط الملكي البريطاني والتي شارك بكري في التمثيل بها، وهي تحكي عن حال أطفال غزة بعد الحصار. شارك بكري في لجنة التحكيم في مهرجان البندقية للأفلام في فينيسيا في إيطاليا الذي أقيم ما بين في آب/ أغسطس وأيلول/ سبتمبر عام 2023

## أهم أعماله
1. مسرحية يوم من زماننا للكاتب السوري سعد الله ونوس.
2. العذراء والموت للكاتب التشيلي أرنيل دورفمان.
3. مسرحية جنون للمسرحية والكاتبة جليلة بكار.
4. أمّا في السينما فقام بدور خالد في فيلم زيارة الفرقة إخراج عران كوليرين عام 2007.
5. ودور عماد في فيلم ملح هذا البحر إخراج آن ماري جاسر عام 2008.
6. وفيلم الزمن المتبقي إخراج إيليا سليمان عام 2009.
7. وفي دور سامي في فيلم عين النساء إخراج رادو ميخايلينو عام 2011.
8. قام بدور ليث في فيلم لما شفتك عام 2012.
9. دور «وليد» في فيلم كوستا برافا، 2021
10. حاز بكري جائزة أفضل ممثل في السينما، وكذلك في المسرح في محافل دولية كثيرة.[9]

## الجوائز
فاز صالح بكري عن فيلم "الأستاذ" للمخرجة فرح النابلسي بجائزة أفضل ممثل في مهرجان البحر الاحمر السينمائي 2023 وحاز على جائزة "بافلوا" كأفضل ممثل عام 2018.كما فاز بجائزة أحسن ممثل عن فيلم "الأستاذ" في مهرجان مالمو 2024.

## روابط خارجية
- صالح بكري على موقع IMDb (الإنجليزية)
- صالح بكري على موقع قاعدة بيانات الأفلام العربية
- صالح بكري على موقع ألو سيني (الفرنسية)
- صالح بكري على موقع أول موفي (الإنجليزية)
- صالح بكري على موقع قاعدة بيانات الأفلام السويدية (السويدية)
- صالح بكري على موقع قاعدة بيانات الفيلم (الإنجليزية)
- صالح بكري على موقع كينوبويسك (الروسية)